# Герб Слободи (Черкаський район)

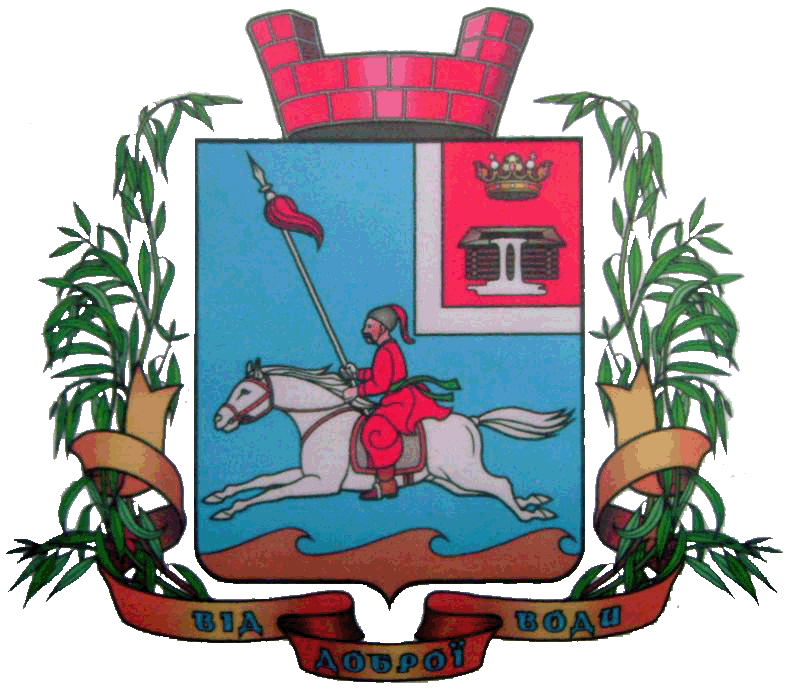
Герб Слободи

Ге́рб Слободи́ — один з елементів символіки села Слобода Черкаського району Черкаської області. Геральдчний опис та еталонне зображення герба були затверджені 6-ю сесією Червонослобідської сільської ради 24 квітня 2003 року. Герб склав геральдист Черкаського обласного геральдичного товариства Толкушин Олег Геннадійович, зобразив художник Олексенко Віктор Андрійович.

## Опис
В лазурному полі з золотою вузькою гребенеподібною базою з ухилом вліво зображений вершник в червленому (червоному) жупані з зеленим паском, червлених шароварах і в сірій смушковій шапці з червленим шликом, що скаче на срібному коні з золотою збруєю. У правій руці вершник тримає срібний спис з червленим бунчуком. Червлена верхня ліва вільна частина окантована срібним ескаром і обтяжена натурального кольору цямриною колодязя, з якого витікає два срібних струмені води. Колодязь угорі супроводжується золотою давньою царською короною. Щит увінчаний червленою мурованою сріблом короною з двома зубцями і обрамований по боках гілками натурального кольору верби, які обвиті у своїй нижній частині золотою девізною стрічкою з написом лазурними буквами «ВІД ДОБРОЇ ВОДИ».